# Gestion des connaissances dans le domaine du nucléaire
La gestion des connaissances dans le domaine du nucléaire (« Nuclear knowledge management » ou NKM pour les anglophones) est la gestion des connaissances théoriques et appliquées (savoirs et savoir-faire) dans tous les domaines de la technologie et de la sécurité nucléaire. Elle inclut la collecte, la transmission, la mémorisation et le partage des connaissances anciennes et nouvelles et la mise à jour de la base de connaissances existante (retours d'expérience notamment). 
Une bonne gestion des connaissances revêt une importance particulière dans l'industrie nucléaire, en raison de ses risques, de son développement rapide et de la complexité des technologies nucléaires, en raison des délais croissants qui s’écoulent entre la conception et le démantèlement d'une centrale nucléaire (80 à 100 ans...), et en raison de leurs implications pour la sécurité (Cf. vieillissement des installations nucléaires ; usage prolongé au-delà des durées pour lesquelles elles ont été conçues et vague de départ à la retraite des concepteurs et agents expérimentés). 

## Enjeux
La connaissance (cognition distribuée) est un capital immatériel en évolution constante, nécessaire à la maitrise et gestion des risques,, à une meilleure gestion des conflits d’objectifs au sein de l'industrie nucléaire, mais aussi à la maitrise du facteur humain (présenté par Girun & Journée en 1998 comme le « maillon faible des centrales » mais aussi comme « le pivot d'une stratégie d'amélioration de la sûreté fondée sur la capacité d'adaptation et de rattrapage des situations imprévues » (Cf. formation initiale et continue des personnels, ainsi qu’au maintien de l’expertise scientifique et technique), est un actif et une ressource sans laquelle cette industrie ne peut pas fonctionner de manière sûre et économique.  Une stratégie à court, moyen et long terme de gestion du corpus des connaissances « critiques » du domaine du nucléaire est notamment nécessaire pour la gestion du risque nucléaire, via l'établissement de principes, de politiques, de guides de bonnes pratiques, de priorités et de planification, à toutes les étapes du cycle de vie d'une installation nucléaire : prospective, recherche et développement, conception et ingénierie, construction, mise en service, exploitation, gestion de crise, maintenance, rénovation et prolongation de la durée de vie, déclassement et démantèlement, ainsi qu’à la gestion des déchets.
Les ingénieries des connaissances et des systèmes d’information peuvent contribuer à la production de systèmes experts, et d’intelligence artificielle. 
Il existe une revue consacrée à ce sujet (IJNKM, ou International Journal of Nuclear Knowledge Management), en anglais, avec certains articles publiés sous licence ouverte.

## Sémantique
La gestion de l'information est définie comme « processus couvrant le repérage et l'évaluation des sources, la collecte, le traitement, l'analyse, la diffusion, la conservation et la destruction éventuelle de l'information par rapport à des besoins identifiés et qualifiés et à l'aide de méthodes ou d’outils appropriés ».
La gestion des connaissances nucléaires est généralement définie comme la gestion globale des connaissances dans le domaine nucléaire. Cette définition est conforme à la définition de travail utilisée dans le document de l'Agence internationale de l'énergie atomique (AIEA) intitulé « Knowledge Management for Nuclear Industry Operating Organizations » (2006).
La gestion des connaissances (GC) elle-même est reconnue comme un enjeu stratégique dans les organisations complexes. Elle est définie comme une approche intégrée et systématique d'identification, de recueil, d’explicitation, de suivi des transformations, de développement, de diffusion, d'utilisation, de partage et de préservation des connaissances, pertinentes pour atteindre des objectifs spécifiés. 
Elle inclut donc une veille stratégique permanente. Dans les domaines techniques pointus comme celui du nucléaire elle s'appuie aussi sur un corpus syntaxique et sémantique de symboles, mots et expressions spécifiques, éléments qui peuvent parfois poser des problèmes de traduction d’une langue à l'autre.
Certaines connaissances ne peuvent être correctement réexploitées qu’une fois remises dans leur contexte (qui doit donc aussi être bien documenté). 
En outre, alors qu'avec le temps, la masse de données et documents d’étude anarchiquement stockée (sans souci de l’existant) devient pléthorique, il s’agit aussi de viser « une épuration progressive de la documentation afin d’aller vers une documentation unique de référence, mieux connue, mise en valeur et mieux gérée (…) ainsi qu’un mode d’accès plus intuitif, car issu de réflexions métiers, redonnant des habitudes de consultation (…) ». Il faut aussi que le vocabulaire et les mots-clés des documentalistes soit les mêmes que celui des ingénieurs.
Les facteurs humains sont dans ce domaine nombreux et complexes. En outre, ils interagissent entre eux et avec l'évolution du contexte social, environnemental et technique ; ils sont par conséquent souvent difficiles à maîtriser. Les comprendre et anticiper fait appel à l’ergonomie, comme à la sociologie, à la médecine et à la psychologie du travail et des organisations et aux questions de formation initiale et continue.

## À échelle mondiale
Depuis qu'elles existent, et hors du champ militaire, essentiellement, divers systèmes de gestion des connaissances aident les organisations nucléaires à renforcer et à aligner leurs connaissances, sous l’égide de l’Agence internationale de l'énergie atomique (AIEA). 
Depuis sa création en 1957, l'AIEA est l’un des dépositaires des connaissances relatives aux applications dites « pacifiques » des technologies nucléaires.
Le secrétariat de l'AIEA a été instamment invité à aider les États membres (à leur demande), à favoriser et à préserver l'enseignement et la formation nucléaires dans tous les domaines de la technologie nucléaire à des fins pacifiques ; à élaborer des orientations et des méthodologies pour la planification, la conception et la mise en œuvre de programmes de gestion des connaissances nucléaires. Pour cela l'AIEA soit donner aux États membres des sources d'informations fiables sur le nucléaire non militaire, tout en continuant à développer des outils et des méthodes pour capter conserver, partager, utiliser et préserver ces connaissances.
La gestion des connaissances nucléaires est devenue un programme officiel et l'une de ses priorités pour le XXIe siècle. En 2002, l'AIEA a lancé un programme de gestion des connaissances nucléaires et plusieurs résolutions adoptées à la Conférence générale de l'AIEA depuis 2002 portent sur des thèmes de gestion des connaissances. 
Ce programme a été dirigé par Yanko Yanev (2002-2012) puis par John de Grosbois (depuis 2012). 
Dans ce cadre, l'AIEA organise des réunions, des formations et conférences internationales sur un large éventail de sujets, allant des concepts généraux sous-tendant la gestion des connaissances nucléaires aux méthodes et outils spécifiques enseignés lors de séminaires de formation pour les praticiens,.

## Description
La connaissance (dans le domaine du nucléaire militaire et du nucléaire civil) a comme spécificités d’être hautement complexe, coûteuse à acquérir et à entretenir, et pour certains de ses aspects, secrète et/ou facilement perdue, par exemple lors des départs à la retraite ou avec l’utilisation croissante de personnels intérimaires. Les « utilisateurs » de l’information en sont aussi (en grande partie, mais pas uniquement) les « fournisseurs ». 
La valeur de l’information se mesure à l’aune de son utilité. Dans le domaine du nucléaire, la gestion de la connaissance doit cibler les usages et besoins actuels, mais aussi futurs (difficiles à prévoir, par exemple à la suite d'un accident nucléaire), et pouvant concerner le très long terme dans le secteur du stockage en surface ou en profondeur et la gestion des déchets radioactifs. Il est donc difficile de « retirer » des informations des systèmes d’information souvent apparemment pléthorique car elles pourraient s’avérer très utiles dans plusieurs décennies, siècles, voire millénaires.
Dans le nucléaire militaire, cette connaissance est en grande partie morcelée et/ou cachée par le secret défense. Ceci empêche un large partage des connaissances au sein des communautés scientifiques nationales et internationales, au détriment de la préparation de gestion de crise en cas d’accident nucléaire (ou de guerre nucléaire). 
Même dans le domaine non militaire (énergie nucléaire, brise-glace à propulsion nucléaire, centrale nucléaire flottante russe, médecine nucléaire, fracturation hydraulique, outils de traçage isotopique et de dosimétrie ou de métrologie utilisant des sources radioactives…) contrairement aux connaissances acquises dans d'autres domaines scientifiques, le libre partage et l'utilisation non contrôlée des connaissances nucléaires sont fortement limités par certains brevets et droits d'auteur (dans un premier temps), par le secret commercial parfois, et plus généralement par des préoccupations de sûreté nucléaire et de lutte contre la prolifération nucléaire ou contre le terrorisme. 
La sûreté nucléaire nécessite cependant idéalement - et au moins au sein de la communauté des techniciens, experts et ingénieurs du nucléaire - un rapide et libre partage d'informations et des retours d’expériences, notamment pour éviter la répétition de situations à risque précurseurs d'accident. 
Dans les pays démocratiques, les citoyens (notamment riverains d'installations classées à risque pour l'environnement) ou bénéficiant de la médecine nucléaire doivent aussi être informés sur le niveau de risque auquel ils sont exposés, et les mesures de prévention, contrôle et atténuation prises en temps normal et en cas d’accident (avec l’aide de l'IRSN par exemple en France). 
De par la mise en jeu de puissants réacteurs, et de matériaux ou gaz radiotoxiques et en raison de la production de déchets radioactifs, les coûts économique, écologiques et humains en cas de défaillance de la sûreté nucléaire peuvent s'avérer être très élevés (ainsi en raison de l'ampleur de la responsabilité civile, les centrales nucléaires ne sont-elles pas assurées). Les États et organisations qui déploient et exploitent les technologies civiles et militaires du nucléaire doivent s'assurer que ces connaissances et les connaissances associées restent accessibles et compréhensibles pour ceux qui en ont besoin. Cependant la mise à disposition de tous de certaines informations sensibles sur la vulnérabilité d’installations nucléaires peut être source de risque (d’attaques, sabotages ou attentats par exemple). 
Un équilibre délicat est donc à trouver et à entretenir en matière de diffusion de certaines informations concernant le domaine nucléaire : entre les exigences de transparence et de sûreté nucléaire. 
Les questions et les priorités en matière de gestion des connaissances nucléaires sont souvent propres aux circonstances particulières des États membres et de leurs organisations de l’industrie nucléaire. 
Les pratiques de gestion des connaissances nucléaires améliorent et soutiennent les fonctions et objectifs commerciaux traditionnels tels que la gestion des ressources humaines, la formation, la planification, les opérations, la maintenance, les projets, l'innovation, la gestion des performances et des risques, la gestion de l'information, la gestion des processus, l'apprentissage organisationnel, avec le soutien des technologies de l'information.

## Mise en œuvre
La gestion des connaissances (GC) met généralement à la fois l'accent sur les documents et les personnes qui les produisent et les utilisent (valorisant les savoirs et savoir-faire de chacun), et la culture organisationnelle (savoir et savoir faire des équipes), pour classer, valider, clarifier, mémoriser, stimuler et nourrir le partage et l'utilisation des connaissances. 
Elle porte aussi sur les processus ou méthodes pour créer, trouver, capter, valider et partager des connaissances ; et sur la technologie pour stocker et assimiler les connaissances et les rendre facilement accessibles d'une manière qui permettra aux gens, de cultures et langues diverses, de travailler ensemble dans l’espace et le temps. 
Les personnes sont la composante la plus importante d'un système de GC et la création de nouvelles connaissances est l'un de ses sous-produits les plus précieux. Un système de GC ne fonctionne correctement que si les personnes impliquées sont disposées et autorisées à partager et à réutiliser les connaissances existantes, et à générer - en coopération et de manière collaborative- de nouvelles connaissances au profit de tous et chacun. Il faut aussi que « que la bonne information parvienne au bon destinataire, en temps voulu », ce qui implique une stratégie de gestion des flux « d’information organisées et structurées, facilement accessibles ».

### En France
Dans ce pays qui a fait le choix de développer une filière nucléaire civile et militaire particulièrement importante, de nombreuses procédures au sein d'Électricité de France (EDF) (s’appuyant sur la Division Ingénierie Nucléaire (DIN) d'EDF et son SEPTEN (Service Études et Projets Thermiques et Nucléaires), de même qu’au sein du Commissariat à l'énergie atomique et aux énergies alternatives (CEA) (notamment), ont cherché à gérer le corpus des connaissances et retours d’expériences, avec l’aide de l’Institut de radioprotection et de sûreté nucléaire (IRSN) et de laboratoires universitaires. 
Le CEA a créé (puis mis sur le marché) des outils de management de la connaissance tels que Spiral, Spirit, Rex, Sagace. En 1994, il a inclus la gestion des connaissances dans son manuel qualité, en tant que « directive » à intégrer dans tous les services. 
Son projet ACCORE (ACcès aux COnnaissances REacteurs), conserve les retours d’expérience, dont sur Superphénix. 
Un travail similaire a été consacré aux connaissances sur la gestion des réacteurs de recherche (à partir du réacteur de recherche Siloé. Et le projet LCS (Livre de Connaissances SILVA), principalement destiné à la COGEMA, conserve 10 ans de retours d’expérience de R&D d'environ 300 personnes sur le procédé SILVA d’enrichissement de l’uranium par séparation isotopique par laser sur vapeur atomique (rédigé par 120 experts environ sur 2 300 pages durant plus de 18 mois). Sa « Direction scientifique et technique » (constituée en 1995) s’est notamment consacrée à analyser et structure le patrimoine de connaissance du CEA, via l’outil MKSN .
L'Agence nationale pour la gestion des déchets radioactifs (Andra) a parmi ses missions la construction et protection de la mémoire du traitement des déchets nucléaires en France.
Le besoin de consensus sémantique et terminologique a été à l’origine de référentiel et de projet de dictionnaire de l'ingénierie nucléaire.
EDF a créé son propre thésaurus (« abandonné aujourd'hui car perçu comme obsolète, mais extrêmement bien fait (…). Pour notamment aider les nouveaux arrivants, des recueils d'expériences de seniors et d’experts ont été faits depuis 1998 à l'échelle du SEPTEN, selon la méthode « RECORD » issue du CEA. Les interviews sont menées par la société Euriware (filiale d’Areva, aujourd’hui concurrent : nous noterons le manque de sensibilisation à la sécurité de l’information...) » ; Mais en 2006 seuls 18 recueils d’expériences sur des thématiques diverses et non classifiées avaient été faits, sans communication pour faire connaître cette démarche.
Selon De façon générale à EDF, les démarches concernant la gestion des connaissances ont jusqu'à maintenant été « très peu développées ou carrément avortées. Doit-on en déduire que le management n’est pas encore prêt pour ces réflexions ? » s'interrogeait Barthe en 2009.
En 2009, l'outil interne Sérapis d’EDF contient notamment « tout l'historique des Notes d’études depuis la conception des tranches nucléaires », mais l’outil Sérapis s’avère linéaire et diachronique, peu ergonomique en termes de navigation, insuffisant en matière de contenu, et l’accès à l’information y est très lent ; de plus les plans sont non joints, remplacés par des numéros de microfiches... Des moteurs de recherche intelligents doivent améliorer l'accès à l’information (ex : un « Rapports de Sûreté » contient plusieurs milliers de pages, les changements de versions sont compliqués à gérer, etc.). Alors qu'au début du XXIe siècle EDF fait face à une vague de départ à la retraite d’ingénieurs constructeurs de centrales (qui pour beaucoup ne seront pas remplacés), la conservation de la mémoire collective, et notamment sous forme de documents et plans éparpillés dans les ordinateurs individuels des ingénieurs est encore un défi (environ 20 000 boîtes répertoriées à la DIN vers 2006-2009).
La Direction de l'énergie nucléaire du CEA a redéfini et cartographié en 2009 (carte d’expertise)  sa filière interne d'expertise. Il l'a restructuré en 4 niveaux identifiant et valorisant les salariés les plus impliqués dans la création et la diffusion des connaissances. Olivier Musseau (Chef du projet Gestion prévisionnelle des emplois et des compétences au CEA) compare le fonctionnement de ce réseau à une éponge (absorption/conservation de l’information) et à un poumon (diffusion de la connaissance).

## Histoire
Dans le domaine militaire (et de l'étude des risques posés par les explosions nucléaires pour la population et des écosystèmes), un moment particulier, déclencheur, a été celui de l'interdiction progressive des essais nucléaires d'abord dans l'air, puis souterrains ou sous-marins, au profit d’études par modélisation. 
En raison de la nature des organisations exploitant des centrales et autres installations nucléaires et de la nature des risques spécifiques à ces installations, des programmes et mesures de gestion des connaissances ont été mis en place dans toute l'industrie, pour notamment gérer et contrôler les connaissances et les informations liées à la conception, à la construction, opération et maintenance. 
L’apparition de la GED et des capacités de numérisation (à partir du début des années 1990) a bouleversé la gestion documentaire, avec cependant au sein des équipes gérant les centrales nucléaires « un gros frein à la diffusion électronique et à l’abandon du papier, notamment par les managers » (qui) « est le besoin de conserver les annotations » (Cf. notion de « paratexte »).
Les activités de gestion des connaissances du nucléaire portent par exemple sur les aspects, systèmes et fonctions suivants :
- Sciences et technologies de l'information, épistémologie de la connaissance (Capital immatériel, actifs intellectuels)
- Politiques et procédures de l'installation nucléaire en question ;
- Stratégies et techniques de gestion (conservation, mise à jour et communication) des connaissances implicites, tacites et explicitées, individuelles et collectives (systèmes d'information... Gestion des informations incomplètes ou non sûres...) ;
- Indexation et contrôle des documents et gestion du patrimoine documentaire (avec une demande fréquente d’approche orientée « métier »[24] et devant inclure les documents entrants provenant des fournisseurs et sous-traitants[12] ;
- Systèmes de contrôle du travail ; Systèmes experts et IA
- Assurance qualité ; processus d’accréditation, gestion de la qualité ;
- Veille ;
- Retours d'expérience d’exploitation et des exercices de sécurité (parfois transfrontalier ou internationaux) ;
- Systèmes de gestion de crise et d'action corrective ;
- Analyses et rapports de sécurité ;
- Gestion des ressources humaines (formation, développement...) ;
- Intranet et autres stratégies Web (avec niveaux de confidentialité/habilitation pour les diffusions restreintes)

Remarque : Créer un système de gestion des connaissances (GC) ne vise aucunement à remplacer l'un de ces systèmes existants, mais plutôt à accroître les avantages à tirer de ces systèmes en conjonction avec le déploiement d'un système de gestion intégré. 
Les leçons apprises dans l'industrie nucléaire au cours des 60 dernières années passent notamment par les retours des inspections, exercices ou modélisations, jusqu’à l'intégration et l’évaluation permanente de tous moyens et résultats d’assurance qualité dans tous les processus. Ils sont d'une importance capitale pour la sécurité, et la bonne gestion des coûts.

### Défis et tendances
Les pays récemment dotés de programmes nucléaires, ou souhaitant étendre leur industrie ou armement nucléaire ont besoin de ressources humaines qualifiées et formées pour concevoir et exploiter leurs installations actuelles et futures. Pour cela, renforcer les capacités de formation, ainsi que le transfert des connaissances, des centres de connaissances vers les centres de croissance sont des questions-clé.
Dans les pays qui ont décidé de stabiliser leurs programmes nucléaires, ou de sortir du nucléaire, un défi est de garantir les ressources humaines nécessaires pour maintenir l'exploitation sûre des installations et démantèlement des installations nucléaires (incluant la gestion des combustibles usés et des déchets radioactifs). Ceci implique de remplacer le personnel qualifié partant à la retraite, et donc d'attirer des jeunes vers ce type de carrière.
Les applications non énergétiques (militaires, médicales, métrologie…) des technologies nucléaires nécessitent une base de connaissances au minimum stable, et plutôt croissante. Elles nécessitent aussi des ressources humaines parfois hautement qualifiées. 
Ces besoins sont présents partout où l’on utilise des technologies nucléaires, indépendamment de l'utilisation de l'énergie nucléaire.

### Dans le domaine de l’énergie nucléaire
Les préoccupations concernant le risque nucléaire (notamment depuis les catastrophes de Tchernobyl et de Fukushima), s'élargissent au risque terroriste, ou des politiques nouvelles de transition énergétique cherchent à décentraliser et verdir les modes de production d’énergie, tout en cherchant à répondre à l’urgence climatique dans un contexte de disponibilité décroissante d'énergies fossiles économiquement exploitables. 
Cela pousse de nombreux pays à reconsidérer l'utilisation de l'énergie nucléaire (dans le sens d’une utilisation accrue du nucléaire, ou au contraire d’une sortie du nucléaire). Dans les deux cas, les innovations nécessaires pour concevoir, construire, exploiter et entretenir de nouvelles centrales nucléaires, ou pour sortir du nucléaire de manière conforme aux besoins et contraintes environnementales et de sécurité doivent durablement pouvoir s’appuyer d'une base très solide de connaissances du domaine du nucléaire, accessibles.

### Dans le domaine du nucléaire militaire
Ce domaine est particulièrement secret et parfois très intriqué au nucléaire dit « civil » qui sert aussi à produire du plutonium « militaire », des réacteurs de sous-marin nucléaire ou de porte-avion nucléaire…). 
Les marines de guerre nucléarisées doivent maintenir en permanence leur capital technique (connaissances et moyens), par exemple constitué depuis la création des sous-marins nucléaires et notamment nécessaire à l'entretien des engins. 
Des programmes de gestion des connaissances ont aussi été lancés dans le secteur militaire, dont par exemple en France avec le CEA (projet CEC ou Conservation et Exploitation des Connaissances ; destiné à conserver les connaissances et les savoir-faire sur la conception et la réalisation des armes nucléaires, après engagement de la France à ne plus faire d'essais nucléaires).

### Pour le nucléaire non énergétique et non militaire
Ces applications étant les moins controversées, les connaissances y sont donc sont les mieux diffusées et - dans de nombreux cas - librement partagées. 
Des systèmes efficients de gestion des connaissances nucléaires constituent ici aussi la base pour développer et sécuriser les applications existantes. 

### Motivations prospectives
L'apparition de l'Internet, du Web 2.0 notamment caractérisé par l'arrivée de « contenus générés par les utilisateurs » (blogs, vidéo, forums et pages de discussion, hashtags de Twitter…) ainsi que l'apparition des réseaux sociaux et d'outils de travail collaboratif et de partage multilingue de l'information (dont Wikipédia/DBpedia est l'un des exemples marquants ; accès gratuit, multilingue et sans publicité) ; Ces usages nouveaux des NTIC et en particulier certains médias sociaux ou communautés telles que Wikipédia, OpenStreetMap ou Flickr peuvent maintenant contribuer au crowdsourcing, à la mise à jour et publication en temps quasi-réel d'informations, y compris de cartes mises à jour et de photographies hétérogènes mais géolocalisées et à la communication de crise. 
Par exemple, peu après l'accident nucléaire de Fukushima, l'Agence internationale de l'énergie atomique (AIEA) a d'abord publié un court communiqué de presse sur Facebook et Twitter, alors que les wikipédiens commençaient (en plusieurs centaines de langues) pour synthétiser l'information disponible, et que sur Twitter les données provenaient principalement de sources officielles ou d'utilisateurs crédibles (journalistes, universitaires locaux),. Aux États-Unis, la FEMA (Federal Emergency Management Agency) a mis au point un outil « Disaster Reporter », de partage de photographies de situation de crise. 
Dans le domaine de la physique nucléaire et de ses applications techniques, les connaissances continueront de s'étendre et évoluer, peut-être rapidement (avec le domaine de la fusion par exemple).  Des options irréversibles ou réversibles sont possibles dans le stockage et la gestion des déchets nucléaires, avec encore de nombreuses inconnues et une gestion qui doit prendre en compte le très long terme pour certains déchets à très longue période radioactive.
Sans diligence et une bonne organisation dans la gestion des connaissances afférentes au nucléaire, des parties substantielles de celles-ci pourraient être perdues en raison de la dégradation de certains supports d'informations (papier ou numérique), mais aussi d'une vague de  départs à la retraite d'ingénieurs et personnels qualifiés, et de la probabilité qu'une partie de ces connaissances puisse être désaffectée ou rejetée par négligence ou au gré de l'évolution des priorités politiques ou budgétaires. Conserver et correctement traiter les connaissances apparemment obsolètes est aussi important que de recueillir et de partager de nouvelles connaissances (notamment pour la gestion des accidents, et préparer le démantèlement d'installations et la gestion des déchets alors produits).
Créer et maintenir des systèmes de GC efficients implique aussi de préalablement correctement identifier et traiter les documents et connaissances apparemment obsolètes et dépassées, ainsi que recueillir et partager de nouvelles connaissances, les enrichir (par exemple via l'hypertexte et le Web sémantique) pour, notamment afin de bien calibrer les besoins futurs (par exemple de stockage, suivi et traitement des déchets).

## Rôle de l'administrateur
Selon C. Gilbert (2002) l’administrateur d'une installation nucléaire doit notamment « régler les modalités de circulation de l'information entre les producteurs de risques, les autorités de contrôle et les structures d'expertise, de manière à ce que chacun dispose des informations qui lui sont nécessaires pour assumer sa fonction. Cela peut signifier aussi bien lever des barrières, organiser des capacités de saisine, d’auto-saisine, pour éviter que des informations ne demeurent confinées au sein d’entreprises ou d’organismes publics, que préserver une certaine autonomie, une certaine retenue d’informations donc pour ceux qui sont effectivement chargés des activités dangereuses, afin d’éviter d’excessives ingérences (…). Le problème se pose notamment avec les retours d'expérience à la suite des incidents, quasi-accidents, accidents et qui, bien que diversement expérimentés dans les différentes activités à risques et par divers types d’acteurs, ont encore du mal à se mettre en place, à se pérenniser ». Au début du XXIe siècle, C. Gilbert estime que nous n'avons pas encore de modalités conciliant « une production de connaissance sur les événements affectant la sécurité et une publicisation de cette connaissance », ce qu'il explique notamment par le fait que « les acteurs en charge d’activités dangereuses procédant à des retours d’expérience peuvent ainsi redouter le regard des autorités de contrôle, des structures d’expertise, des compagnies d’assurance. De même, l’ensemble des acteurs impliqués dans la gestion des risques peuvent-ils craindre le regard des médias, des diverses associations, de la justice. Cette situation rend de fait assez aléatoires les retours d'expérience, notamment les retours d’expérience après accidents ». Faute de procédures stabilisées et protégées, et intégrées dans des routines administratives, dans les domaines dangereux, la gestion des retours d’expérience est, selon lui, souvent soumise à des « appréciations politiques » ou faite de manière dispersée.